# Kolo Touré
Kolo Habib Touré (født 19. marts 1981 i Bouaké, Elfenbenskysten) er en ivoriansk tidligere fodboldspiller, der spillede som forsvarer. Han repræsenterede gennem sin karriere blandt andet de engelske storklubber Arsenal, Manchester City og Liverpool, samt skotske Celtic. Han var i mange år fast mand på Elfenbenskystens landshold og har med 120 kampe spillet næstflest kampe for holdet, inden sit frivillige stop i 2015.
Han er storebror til den centrale defensive midtbanespiller, Yaya Touré.

## Karriere

### Arsenal F.C.
Touré kom til Arsenal fra ASEC Mimosas i sit hjemland i februar 2002, og fik sin debut for holdet i august samme år i en kamp mod Liverpool F.C. Han startede sin karriere i London-klubben som midtbanespiller, men blev af manager Arsène Wenger hurtigt omskolet til midterforsvarer.
I de følgende sæsoner etablerede Touré sig som en fast del af Arsenals midterforsvar, hvor han har spillet sammen med blandt andet Sol Campbell, William Gallas og Philippe Senderos. Han har med klubben været med til at vinde Premier League i 2004, samt FA Cuppen i både 2003 og 2005. Desuden var han med til at nå finalen i Champions League i 2006.
Touré er, købt i februar 2002, den spiller i den nuværende Arsenal-trup, der har været i klubben længst tid. Dette har ført ham højt op i klubbens hierarki, og han har ved adskillige lejligheder båret holdets anførerbind. I alt optrådte Touré i 326 kampe for Arsenal.

### Manchester City F.C.
Den 28. juli 2009 kunne det rapporteres at Touré havde gennemført et skifte til storspenderende Manchester City og blev således Manchester-klubbens sjette indkøb i sommeren 2009. Handelen blev anslået til at kostet Manchester City £16 millioner. Touré skrev under på en fire-årig kontrakt.

### Landshold
Touré var i mange år en fast del af Elfenbenskystens landshold, som han første gang repræsenterede i en kamp i april 2000 mod Rwanda. Han har siden flere gange repræsenteret landet ved African Nations Cup, og i 2006 var han desuden med i den trup, der deltog ved VM i Tyskland, den første VM-slutrunde i nationens historie. Han blev også udtaget til VM i 2010 i Sydafrika.
Touré nåede at spille 120 landskampe og score syv mål.